# Harley-Davidson-minibikes
De Harley-Davidson-minibikes vormden een serie minibikes die door het Italiaanse merk Aermacchi voor Harley-Davidson werden geproduceerd.
Harley-Davidson had sinds 1960 een aandeel van 50% in Aermacchi. Daardoor werden de machines formeel "Aermacchi Harley-Davidson" genoemd, maar op de Europese markt hanteerde men meestal de naam "Aermacchi". De modellen voor de Amerikaanse markt waren bijna altijd aangepast en minder sportief dat die voor de Europese markt.

## Harley-Davidson MC 65 Shortster
De minibikes waren bestemd voor de Verenigde Staten, maar werden ook in Europa aangeboden. De eerste verscheen in 1972, toen het aandeel van Harley-Davidson 100 % werd. De machine kreeg de 65cc-motor van de Aermacchi Leggero en werd alleen in 1972 geleverd. De MC 65 Shortster was een kleine terreinmotor met 10 inch wieltjes. Voor Aermacchi Harley-Davidson begrippen werd de machine goed verkocht: 9.000 exemplaren.

## Harley-Davidson X 90
In 1973 werd er een grotere, 90cc-motor ingebouwd. Verder veranderde de X 90 ten opzichte van de MC 65 Shortster maar weinig, maar de mengsmering was vervangen door pompsmering met een aparte olietank. De verkoop liep nu nog veel beter: er werden 16.837 exemplaren van de X 90 verkocht.

## Harley-Davidson Z 90
Tegelijk met de X 90 verscheen de Z 90, maar deze machine had een totaal andere achtergrond. Ze was gebaseerd op de Aermacchi Baja SR 100 en had dan ook een dubbel wiegframe. De Z 90 was ook een allroad, die ook op de weg gebruikt kon worden en zelfs een passagier kon meenemen. Daarom waren er ook "normale" wielen gemonteerd: 17 inch voor en 16 inch achter. Van de Z 90 werden 17.949 exemplaren verkocht. De Z 90 was een kleinere versie van de Harley-Davidson TX 125.

## Technische gegevens
| Harley-Davidson        | MC 65 Shortster                   | X 90                              | Z 90                              |
| ---------------------- | --------------------------------- | --------------------------------- | --------------------------------- |
| Periode                | 1972                              | 1973-1975                         | 1973-1975                         |
| Categorie              | terreinmotor/minibike             | terreinmotor/minibike             | lichte allroad                    |
| Motortype              | tweetakt                          | tweetakt                          | tweetakt                          |
| Bouwwijze              | luchtgekoeld staande eencilinder  | luchtgekoeld staande eencilinder  | luchtgekoeld staande eencilinder  |
| boring                 | 44 mm                             | 48 mm                             | 48 mm                             |
| slag                   | 42 mm                             | 50 mm                             | 50 mm                             |
| Cilinderinhoud         | 63,9 cc                           | 90,5 cc                           | 90,5 cc                           |
| Carburateur(s)         | Dell'Orto ME 18 BS                | Dell'Orto SH2/20                  | onbekend                          |
| Smeersysteem           | mengsmering                       | pompsmering                       | pompsmering                       |
| Compressieverhouding   | 8,5:1                             | 9,2:1                             | 9,22:1                            |
| Max. Vermogen          | onbekend                          | onbekend                          | onbekend                          |
| Topsnelheid            | onbekend                          | onbekend                          | onbekend                          |
| Primaire aandrijving   | tandwielen                        | tandwielen                        | tandwielen                        |
| koppeling              | meervoudige natte platenkoppeling | meervoudige natte platenkoppeling | meervoudige natte platenkoppeling |
| versnellingen          | 3                                 | 4                                 | 4                                 |
| Secundaire aandrijving | ketting                           | ketting                           | ketting                           |
| Rijwielgedeelte        | ruggengraatframe                  | ruggengraatframe                  | dubbel wiegframe                  |
| Voorvork               | telescoopvork                     | telescoopvork                     | telescoopvork                     |
| Achtervork             | swingarm                          | swingarm                          | swingarm                          |
| Remmen                 | trommelremmen                     | trommelremmen                     | trommelremmen                     |
| Tankinhoud             | 5,3 liter                         | onbekend                          | 9,1 liter                         |